# Masakr v Nemecké

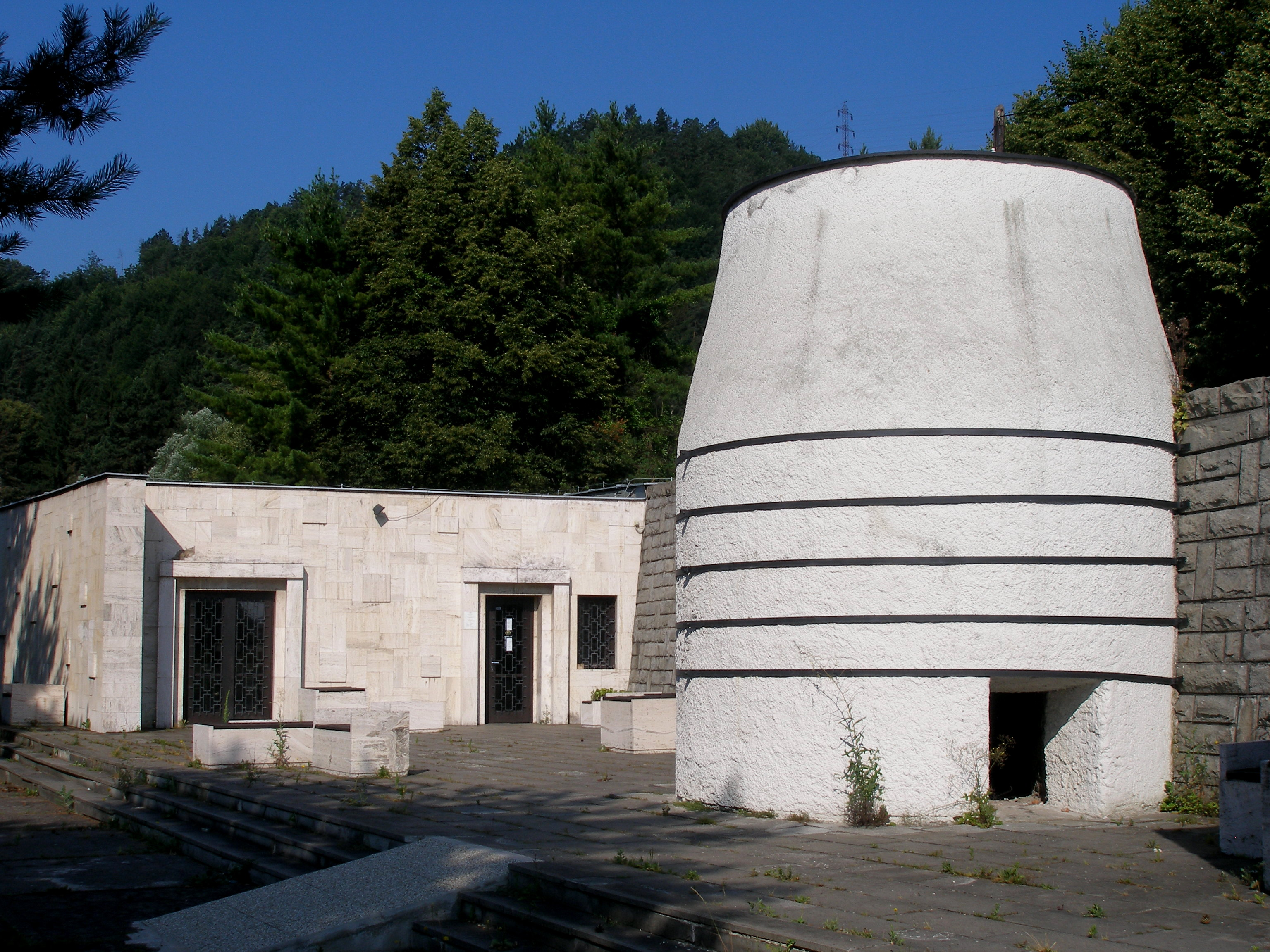
Zbytky vápenné pece a pamětní místnost

Masakr v Nemecké se uskutečnil od 4. do 11. ledna 1945 v prostorách vápenky u slovenské obce Nemecká. Nacistická jednotka Einsatzkommando 14 ve spolupráci se slovenskými Pohotovostními oddíly Hlinkovy gardy zde spáchala masové popravy stovek obětí. Místo se nachází v Ráztocké dolině a popravy se zde probíhaly tajně, tak aby je občané Nemecké nepozorovali. Byl to jeden z největších válečných zločinů spáchaných na území Slovenska v době druhé světové války.
Po válce zde bylo vytvořeno pietní místo, v roce 1958 byl postaven památník obětem. Objekty byly 26. června 1963 vyhlášeny za národní kulturní památky zapsané v Ústředním seznamu památkového fondu pod čísly 160/1 a 160/2.

## Oběti
Odhady počtu zavražděných se pohybují v rozmezí od 450 do 900 lidí, přesný počet lidí, kteří zde přišli o život, se však nedá určit - mnozí z nich totiž nebyli evidováni v žádných spisech, byli popraveni bez soudu a navíc se popel z vápenky a ostatky spálených těl vyhazovaly přímo do řeky Hron, což znemožnilo jakoukoli dodatečnou identifikaci těl. Mezi zavražděnými byly nejen rasově a nábožensky pronásledované osoby (tj. Židé a Romové), ale i slovenští a zahraniční účastníci SNP  (Rusové, Francouzi, členové americké vojenské mise, jedna Rumunka), odpůrci nacismu a také ti, kteří těmto lidem pomáhali. Oběťmi byli nejen muži a ženy, ale i děti.

## Průběh
Rozhodnutí o masových popravách vydali němečtí důstojníci SS z Einsatzkommanda 14 spolu s pověřenci Slovenského státu v Banské Bystrici v čele s dr. Jánem Ďurčanským a Vojtechem Košovským. Prováděním akce byli pověřeni příslušníci Einsatzkommanda 14 pod velením SS-Obersturmführera Kurta Deffnera, příslušníci Sicherheitspolizei, Sicherheitsdienstu, gestapa a příslušníci POHG z Považské Bystrice pod velením Vojtecha Hory. Vykonavatelé poprav své oběti nejdříve střelili do zadní části hlavy a jejich těla následně shodili do vápenné pece, přičemž se nejednou stalo, že oběti po výstřelu hned nezemřely a do vroucího vápna spadly za živa.

## Pachatelé a soud
Po válce bylo na Slovensku pro nedostatek důkazů  přerušeno stíhání mnoha členů POHG, případně ani nezačalo kvůli nemožnosti identifikace pachatelů. Kvůli nedostatku informací se v té době mělo za to, že při velkých nacistických masakrech na Slovensku vraždili téměř výhradně Němci. Až nově zjištěné skutečnosti vedly v roce 1958 v Banské Bystrici a Bratislavě k zahájení velkého procesu s více příslušníky POHG. Během procesu vyšly najevo mnohé detailní informace o masakrech v Kremničce a Nemecké a na jeho konci v dubnu 1958 byla v souvislosti s Nemeckou část obviněných příslušníků POHG odsouzena k vysokým trestům odnětí svobody v trvání od 13 do 25 let. Čtyřem obviněným byl krajským soudem v Bratislavě vyměřen trest smrti - zástupci velitele L. Buntovi, M. Spišiakovi, J. Knapkovi a J. Rojkovi. Byli popraveni 14. července 1958.
Několik osob spoluodpovědných za masakr v Nemecké však uprchlo do zahraničí a před soud se nikdy nedostalo, včetně velitele Vojtecha Hory, Jána Ďurčanského či Vojtecha Košovského. Trestu se vyhnuli i mnozí němečtí nacisté z Einsatzkommanda 14.

## Památník

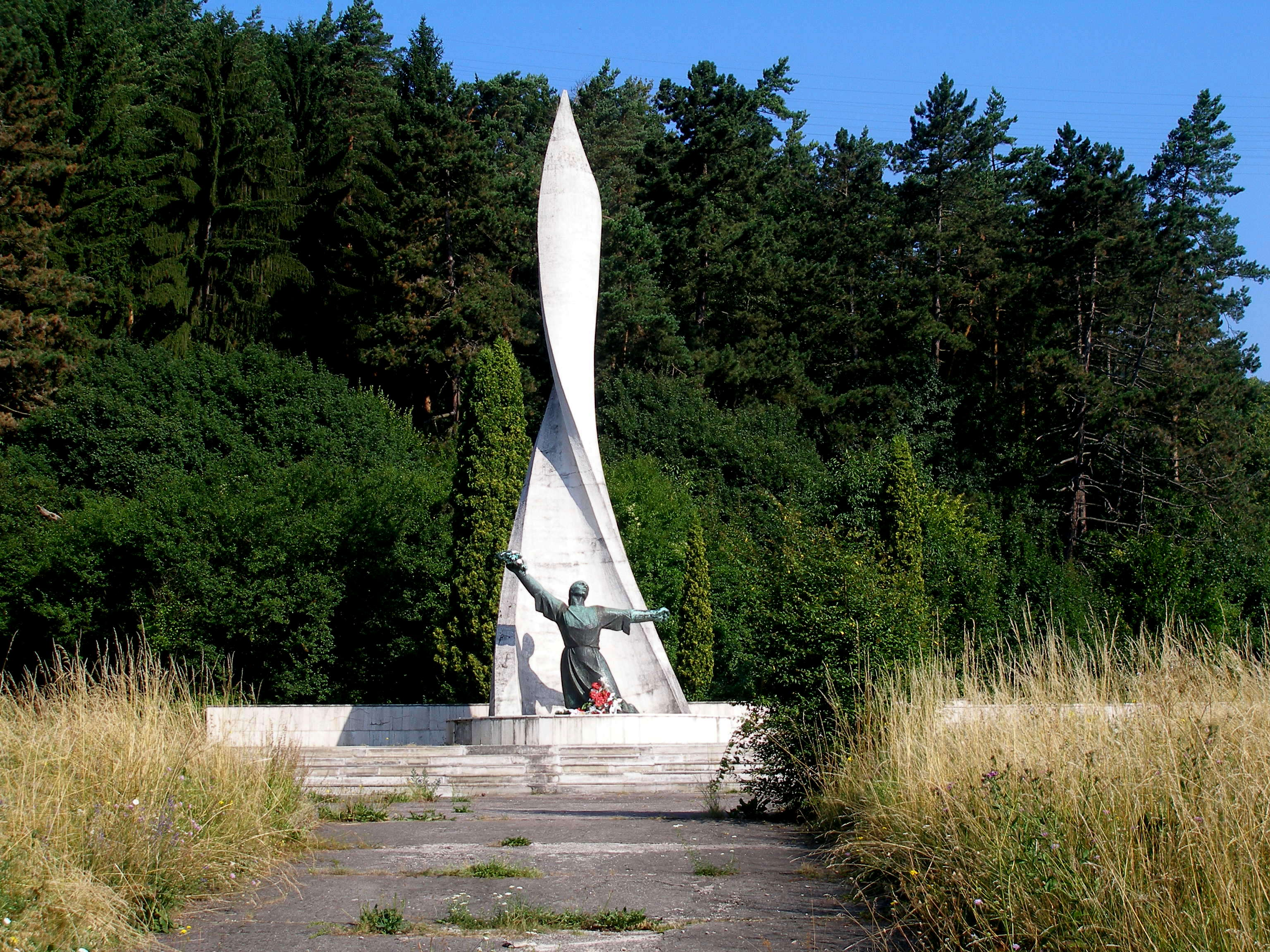
Památník obětí masakru

Po válce byla vápenka (resp. její část, která nebyla zničena) zrestaurována a bylo z ní vytvořeno pietní místo, které má připomínat tragické události, které se zde odehrály.
V roce 1958 byl u vápenky postaven památník - socha připomínající plamen pece. Autorem sochy je akademický sochař Alexander Vika,  vyrobená je z bílého cementu a mramorové drtě, její výška je 12,5 m. Na památníku spolupracovali i M. Beluš, E. Stančík a A. Bél.  K památníku v roce 1961 přibyla socha klečící ženy s rozpaženýma rukama.
Socha je z dílny akademické sochařky Kláry Pataky, vyrobena je z bronzu a její výška je přibližně 3 metry. V minulosti ji vážně poškodili vandalové, kteří se ji pokoušeli odtáhnout do sběrných surovin. O její opravu se postaral akademický sochař Jan Filo.
V roce 1962 zde vznikla i pamětní místnost, která je od roku 2002 ve správě Muzea Slovenského národního povstání a nachází se v ní stálá expozice věnovaná událostem v roce 1945 a památce obětí. Expozice sestává z informačních tabulí, které popisují masové popravy nejen v Nemecké, ale i v dalších obcích na Slovensku, nacházejí se zde i předměty, které patřily zavražděným obětem. Součástí výstavy je i promítání filmu - autentických záběrů z odkrývání masových hrobů v poválečných letech.
Na stěně památné zdi vedle pece na vápno se nachází nápis Památník Nemecká. Podle pamětníků se tam však v minulosti nacházel i jeden verš z básně Jána Kostry: Pamätaj živý na obete boja, na utrpenie padlých pomysli, ako šli do ohňa a do príboja, za tvoje sny a tvoje pomysly.